# Oberschönau (Steinbach-Hallenberg)

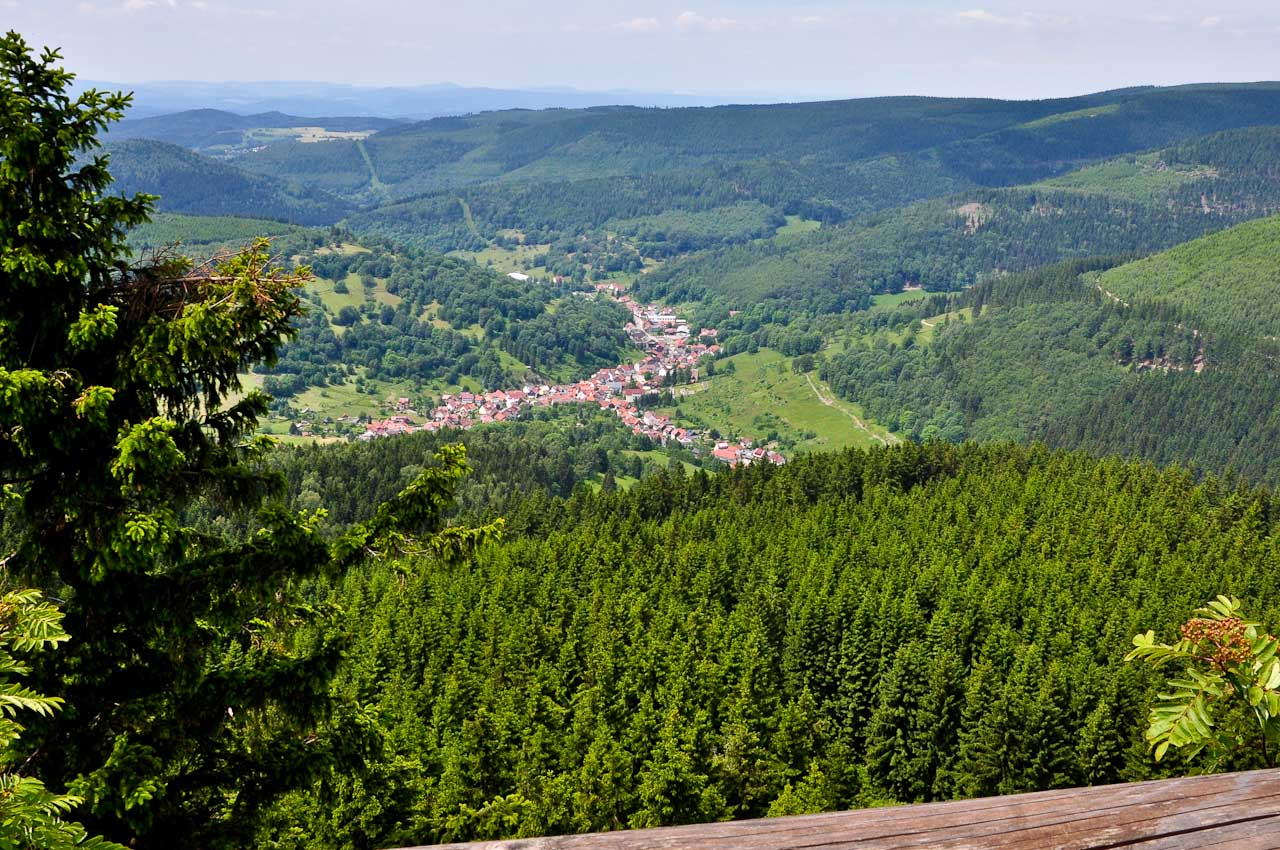
Oberschönau vom vorderen Möstfelsen

Oberschönau ist ein Ortsteil der Stadt Steinbach-Hallenberg im Landkreis Schmalkalden-Meiningen in Thüringen. Der Ort wurde zum 1. Januar 2019 eingemeindet.

## Geografie
Oberschönau ist ein staatlich anerkannter Erholungsort und liegt im Thüringer Wald im Tal der Schönau, die zum Einzugsgebiet der Werra gehört. In ihrem Oberlauf, der Oberschönau durchfließt, wird der Fluss auch häufig Hasel oder Haselbach genannt.

## Geschichte
Oberschönau zählt zu den jüngeren Orten der Umgebung und entstand um die 1555 Canzlersmühl genannte Schneidmühle, die bereits im 15. Jahrhundert belegt ist. Der Standort der Mühle wurde 1548 erstmals Öbern Schonau genannt. 1585 ist erstmals ein Dorf an jener Stelle bezeugt. Der im Ort in die Schönau mündende Haselbach bildete einst die Grenze zwischen dem Amt Hallenberg (Grafschaft Henneberg-Römhild) und dem Amt Schmalkalden (Grafschaft Henneberg-Schleusingen und Landgrafschaft Hessen), so dass der Ort bis 1619 zwischen zwei Herrschaften und danach zwischen zwei hessischen Ämtern geteilt war, bevor er 1791 ganz zum Amt Schmalkalden der hessischen Herrschaft Schmalkalden kam.
Wichtigster früherer Erwerbszweig war neben Forstwirtschaft und Holzverarbeitung auch die Eisenverarbeitung, nachdem 1688 eine Rohr-, Schleif- und Bohrmühle errichtet wurde, deren Produkte an die Schmalkalder Gewehrmanufaktur gingen. Obwohl die Rohrmühle 1805 einging, entstanden im Ort weitere metallverarbeitende Betriebe: 1790 eine Drahthütte, 1804 ein Rohrhammer. Wegen der geologischen Gegebenheiten entwickelte sich am Ort keine nennenswerte Landwirtschaft, vielmehr wurde der Ort im Zuge der Industrialisierung zu einem ausgeprägten Industriedorf der Metallverarbeitung. Zu DDR-Zeiten bestand dort ein dem VEB Werkzeug-Union Steinbach-Hallenberg eingegliederter Metallverarbeitungsbetrieb sowie der 1972 gegründete metallverarbeitende VEB Nageno.
Die historische Bevölkerung Oberschönaus vom 16. bis ins 20. Jahrhundert ist in einem Ortsfamilienbuch dokumentiert.
Die Gemeinde Oberschönau wurde am 1. Januar 2019 in die Stadt Steinbach-Hallenberg eingegliedert. Zuvor gehörte Oberschönau der Verwaltungsgemeinschaft Haselgrund an.

## Politik
Der ehrenamtliche Bürgermeister und seit 2019 Ortsteilbürgermeister Kay-Guido Jäger wurde am 11. Juni 2017 erstmals gewählt, er wurde 2023 wiedergewählt.

## Kultur und Sehenswürdigkeiten

### Museen
- Heimatstube
- Nagelschmiede, wird als Schauwerkstatt betrieben.

### Denkmäler
Oberhalb der Bebauung, an der Möststraße, befindet sich ein kleiner Park mit dem Ehrenmal zum Gedenken an die Gefallenen im Ersten Weltkrieg. Von der Ortschaft aus ist ein großer steinerner Bogen zu sehen. Von der Parkseite aus ist im Bogen eine kupferne Tafel mit einer mahnenden Inschrift angebracht.

### Naturdenkmäler
- Südlich des Orts erhebt sich der 867 m hohe Großer Hermannsberg mit dem vorgelagerten Knüllfeld.
- Südöstlich von Oberschönau steht eine felsige Bergpartie mit freistehenden Felstürmen. Sie wird Zwölf Apostel genannt. Der Name weist auf einen Kultplatz hin.[3]

### Sportanlagen
Die Schanzenanlage im Kanzlersgrund, die häufig zur Stadt Oberhof gerechnet wird, befindet sich teilweise auf dem Territorium der Gemeinde Oberschönau.

### Kirchen
Die evangelische Kirche des Ortes wurde zwischen 1700 und 1727 erbaut. Die Kirchgemeinde gehört als Teil des Kirchenkreises Schmalkalden aus historischen Gründen als Exklave zur Evangelischen Kirche von Kurhessen-Waldeck.

## Persönlichkeiten

### Söhne und Töchter des Ortes
- Johann Caspar Unrath (1608–1650), Rechtswissenschaftler
- Johann Christian Friedrich Haeffner (1759–1833), Hofkapellmeister in Stockholm, danach Director Musices Universität Uppsala, Komponist
- Johann Matthäus Jäger (1803–1879), Bürgermeister und Mitglied der kurhessischen Ständeversammlung
- Erich Recknagel (1904–1973), Skispringer, Teilnehmer an den Olympischen Winterspielen 1928
- Oskar Weisheit (* 1914), Nordischer Kombinierer, Teilnehmer an den Olympischen Winterspielen 1936
- Martin Ritzmann (1919–1984), Opernsänger

### Personen mit Bezug zum Ort
- Holger Bauroth (* 1965), Skilangläufer, Teilnehmer an den Olympischen Winterspielen 1988 und 1992